# 里克特线虫科
里克特线虫科（学名：Richtersiidae），也称里氏线虫科，为链环目的一个科。

## 下级分类
本科包括以下属：
- Crenubiotus
- Desmotersia Neira & Decraemer, 2009
- Diaforobiotus Guidetti, Rebecchi, Bertolani, Jönsson, Kristensen & Cesari, 2016
- 里氏线虫属 Richtersia Steiner, 1916